# Агеєвка (Мединський район)
Агеєвка (рос. Агеевка) — присілок в Мединському районі Калузької області Російської Федерації.
Населення становить 15 осіб. Входить до складу муніципального утворення Присілок Михеєво.

## Історія
Від 2004 року входить до складу муніципального утворення Присілок Михеєво.

## Населення
| 2002 | 2010 |
| ---- | ---- |
| 15   | →15  |